# Anche un uomo
«Auche un uomo» (с итал. — «Даже мужчина») — песня итальянской певицы Мины, записанная для её студийного альбома Attila. Она была написана Ансельмо Дженовезе, Майком Бонджорно, Людовико Перегрини и Альберто Тестой. «Anche un uomo» была выпущена в качестве ведущего сингла в марте 1979 года и достигла 9-й строчки на седьмой неделе своего пребывания в итальянском чарте. Она также использовалась в качестве заглавной песни игрового шоу Lascia o raddoppia?. Песня «Se il mio canto sei tu», написанная Паолой Бланди и Беппе Кантарелли, была использована в качестве би-сайда.

## Варианты издания
7"-сингл
A. «Anche un uomo» — 4:50
B. «Se il mio canto sei tu» — 4:20

## Чарты
| Чарт (1979)              | Высшая позиция |
| ------------------------ | -------------- |
| Италия (Billboard)       | 10             |
| Италия (Musica e dischi) | 9              |